# Выборы в Сенат США в Вермонте (2022)
Выборы в Сенат США в Вермонте состоялись 8 ноября 2022 года. Победитель представит штат в верхней палате Конгресса США. 15 ноября 2021 года действующий сенатор-демократ Патрик Лихи объявил, что не будет добиваться переизбрания.
Внутрипартийные выборы в Вермонте состоялись 9 августа. По результатам всеобщих выборов демократ Питер Уэлч одержал победу.

## Праймериз Демократической партии

### Кандидаты

#### Номинант
- Питер Уэлч — член Палаты представителей от Вермонта (с 2007 года)[4][5]

#### Участники праймериз
- Ники Тран — врач[6]
- Айзек Эванс-Франц — активист движения за мир[7]

#### Отказавшиеся от выдвижения
- Бекка Балинт[англ.] — временный председатель Сената Вермонта[англ.] (с 2021 года)[8][9][10][11] (кандидат в Палату представителей США)[12]
- Таня Выговски[англ.] — член Палаты представителей Вермонта[англ.] (с 2021 года)[13][14][a]
- Молли Грей[англ.] — вице–губернатор Вермонта[англ.] (с 2021 года)[8][11] (кандидат в Палату представителей США)[15]
- Томас Донован[англ.] — генеральный прокурор Вермонта[англ.] (с 2017 года)[8][16][17]
- Сара Коупленд–Ханзас[англ.] — член Палаты представителей Вермонта[англ.] (с 2005 года)[8]
- Джилл Кровински[англ.] — спикер Палаты представителей Вермонта[англ.] (с 2021 года)[8][18]
- Патрик Лихи — действующий сенатор США от штата Вермонт (с 1975 года)[1]
- Кеша Рам Хинсдейл[англ.] — сенатор Вермонта[англ.] (с 2021 года), кандидат на пост вице–губернатора[англ.] (2016)[11] (поддержала Уэлча) (кандидат в Палату представителей США)[19]
- Кристин Холлквист[англ.] — бизнесвумен, кандидат в губернаторы Вермонта (2018)[20]
- Дэвид Цукерман[англ.] — вице–губернатор Вермонта[англ.] (2017—2021), кандидат в губернаторы Вермонта (2020)[21][a]

### Опросы
| Источник опроса             | Период проведения | Размер выборки | Уровень погрешности | Айзек Эванс-Франц | Ники Тран | Питер Уэлч | Другие | НИ  |
| --------------------------- | ----------------- | -------------- | ------------------- | ----------------- | --------- | ---------- | ------ | --- |
| University of New Hampshire | 21–25 июля 2022   | 352 (ПИ)       | ±5,2%               | 6%                | 1%        | 82%        | 0%     | 10% |

### Результаты
| Кандидат | Кандидат           | Партия             | Голосов | %     |
| -------- | ------------------ | ------------------ | ------- | ----- |
|          | Питер Уэлч         | Демократическая    | 86 603  | 87,01 |
|          | Айзек Эванс-Франц  | Демократическая    | 7230    | 7,26  |
|          | Ники Тран          | Демократическая    | 5104    | 5,13  |
|          | Вписанный кандидат | Вписанный кандидат | 599     | 0,60  |
| Всего    | Всего              | Всего              | 99 536  | 100   |

## Праймериз Республиканской партии

### Кандидаты

#### Номинант
- Джеральд Мэллой — ветеран армии США[23][24]

#### Участники праймериз
- Майерс Мермел — кандидат в вице-губернаторы Нью-Йорка (2010)[25]
- Кристина Нолан[англ.] — прокурор округа Вермонт (2017—2021)[26]

- Кристина Нолан[англ.]

#### Отказавшиеся от выдвижения
- Джим Дуглас — губернатор Вермонта (2003—2011), кандидат в Сенат США (1992)[27]
- Скотт Милн[англ.] — бизнесмен, кандидат на пост губернатора Вермонта (2014), кандидат в Сенат США (2016), кандидат на пост вице–губернатора[англ.] (2020)[28]
- Том Салливан[29]
- Фил Скотт — губернатор Вермонта (с 2017 года) (поддержал Нолан)[30]

### Опросы
| Источник опроса             | Период проведения | Размер выборки | Уровень погрешности | Джеральд Мэллой | Майерс Мермел | Кристина Нолан | Другие/ Неопределившиеся |
| --------------------------- | ----------------- | -------------- | ------------------- | --------------- | ------------- | -------------- | ------------------------ |
| University of New Hampshire | 21–25 июля 2022   | 196 (ПИ)       | ±7,0%               | 30%             | 3%            | 24%            | 43%                      |

### Результаты
| Кандидат | Кандидат           | Партия             | Голосов | %     |
| -------- | ------------------ | ------------------ | ------- | ----- |
|          | Джеральд Мэллой    | Республиканская    | 12 169  | 42,39 |
|          | Кристина Нолан     | Республиканская    | 10 825  | 37,70 |
|          | Майерс Мермел      | Республиканская    | 5227    | 18,21 |
|          | Вписанный кандидат | Вписанный кандидат | 489     | 1,70  |
| Всего    | Всего              | Всего              | 28 710  | 100   |

## Прогрессивная партия

### Кандидаты

#### Снявшиеся после победы на праймериз
- Марта Эбботт — председатель Прогрессивной партии Вермонта (2009—2013)[31]

#### Отказавшиеся от выдвижения
- Таня Выговски[англ.] — член Палаты представителей Вермонта[англ.] (с 2021 года)[13] (кандидат в Сенат Вермонта[англ.])

### Результаты
| Кандидат | Кандидат           | Партия             | Голосов | %     |
| -------- | ------------------ | ------------------ | ------- | ----- |
|          | Марта Эбботт       | Прогрессивная      | 473     | 86,63 |
|          | Вписанный кандидат | Вписанный кандидат | 73      | 13,37 |
| Всего    | Всего              | Всего              | 546     | 100   |

## Независимые и кандидаты от третьих партий

### Заявившие о выдвижении
- Наташа Даймондстоун-Кохаут (Партия мира и справедливости[англ.])[32]
- Карл Марк Костер — водитель грузовика (независимый кандидат)[28][33]
- Керри Рахеб — бывший биржевой брокер (независимый кандидат)[34][35]
- Стивен Дьюк (независимый кандидат)[32]
- Дон Мэри Эллис[32]
- Крис Эриксон — вечный кандидат (независимый кандидат)[32]

#### Отказавшиеся от выдвижения
- Брук Пирс — криптовалютный инвестор, бывший актёр, кандидат в президенты США (2020) (независимый кандидат)[36][37]
- Кристофер Хелали — фермер, учитель (Коммунистическая партия)[38]

## Всеобщие выборы

### Предвыборная статистика
Обозначения:
- Р — равенство
- НП — небольшое преимущество
- ДП — достаточное преимущество
- СП — существенное, но преодолимое преимущество
- ОП — огромное преимущество

| Источник                  | Рейтинг | По состоянию на: |
| ------------------------- | ------- | ---------------- |
| The Cook Political Report | ОП (Д)  | 22 сентября 2022 |
| Inside Elections          | ОП (Д)  | 23 сентября 2022 |
| Sabato's Crystal Ball     | ОП (Д)  | 31 августа 2022  |
| Politico                  | ОП (Д)  | 5 сентября 2022  |
| RealClearPolitics         | СП (Д)  | 20 сентября 2022 |
| Fox News                  | ОП (Д)  | 20 сентября 2022 |
| DDHQ                      | ОП (Д)  | 12 сентября 2022 |
| 538                       | ОП (Д)  | 22 сентября 2022 |
| The Economist             | ОП (Д)  | 15 сентября 2022 |

### Дебаты
| N.                                                                                         | Дата                                                                                       | Организатор                                                                                | Модератор                                                                                  | Ссылка                                                                                     | Участники | Участники |
| У Участвовал A Отсутствовал Н Не приглашённый П Приглашённый С Снялся O Не вступил в гонку | У Участвовал A Отсутствовал Н Не приглашённый П Приглашённый С Снялся O Не вступил в гонку | У Участвовал A Отсутствовал Н Не приглашённый П Приглашённый С Снялся O Не вступил в гонку | У Участвовал A Отсутствовал Н Не приглашённый П Приглашённый С Снялся O Не вступил в гонку | У Участвовал A Отсутствовал Н Не приглашённый П Приглашённый С Снялся O Не вступил в гонку |           |           |
| У Участвовал A Отсутствовал Н Не приглашённый П Приглашённый С Снялся O Не вступил в гонку | У Участвовал A Отсутствовал Н Не приглашённый П Приглашённый С Снялся O Не вступил в гонку | У Участвовал A Отсутствовал Н Не приглашённый П Приглашённый С Снялся O Не вступил в гонку | У Участвовал A Отсутствовал Н Не приглашённый П Приглашённый С Снялся O Не вступил в гонку | У Участвовал A Отсутствовал Н Не приглашённый П Приглашённый С Снялся O Не вступил в гонку | Уэлч      | Мэллой    |
| ------------------------------------------------------------------------------------------ | ------------------------------------------------------------------------------------------ | ------------------------------------------------------------------------------------------ | ------------------------------------------------------------------------------------------ | ------------------------------------------------------------------------------------------ | --------- | --------- |
| 1                                                                                          | 28 октября 2022                                                                            | Vermont Public Radio                                                                       | Микаэла Лефрак                                                                             | YouTube                                                                                    | У         | У         |

### Опросы
| Источник опроса             | Период проведения            | Размер выборки | Уровень погрешности | Питер Уэлч (Д) | Джеральд Мэллой (Р) | Другие | НИ |
| --------------------------- | ---------------------------- | -------------- | ------------------- | -------------- | ------------------- | ------ | -- |
| Data for Progress (D)       | 21–26 октября 2022           | 1039 (ПИ)      | ±3,0%               | 63%            | 32%                 | –      | 4% |
| University of New Hampshire | 29 сентября – 3 октября 2022 | 765 (ПИ)       | ±3,5%               | 62%            | 28%                 | 2%     | 8% |
| The Trafalgar Group (R)     | 3–7 сентября 2022            | 1072 (ПИ)      | ±2,9%               | 50%            | 43%                 | 2%     | 5% |

Питер Уэлч vs. Кристина Нолан
| Источник опроса             | Период проведения | Размер выборки | Уровень погрешности | Питер Уэлч (Д) | Кристина Нолан (Р) | Другие | НИ  |
| --------------------------- | ----------------- | -------------- | ------------------- | -------------- | ------------------ | ------ | --- |
| University of New Hampshire | 14–18 апреля 2022 | 583 (ПИ)       | ±4,1%               | 62%            | 27%                | 1%     | 10% |

Патрик Лихи vs. Фил Скотт
| Источник опроса | Период проведения  | Размер выборки | Уровень погрешности | Патрик Лихи (Д) | Фил Скотт (Р) | Другие | НИ  |
| --------------- | ------------------ | -------------- | ------------------- | --------------- | ------------- | ------ | --- |
| VPR/Vermont PBS | 3–15 сентября 2020 | 582 (ПИ)       | ±4,0%               | 38%             | 41%           | 7%     | 15% |

### Результаты
| Кандидат | Кандидат                   | Партия                       | Голосов | %     |
| -------- | -------------------------- | ---------------------------- | ------- | ----- |
|          | Питер Уэлч                 | Демократическая              | 196 575 | 68,47 |
|          | Джеральд Мэллой            | Республиканская              | 80 468  | 28,03 |
|          | Дон Эллис                  | Независимый кандидат         | 2752    | 0,96  |
|          | Наташа Даймондстоун-Кохаут | Партия мира и справедливости | 1574    | 0,55  |
|          | Керри Рахеб                | Независимый кандидат         | 1532    | 0,53  |
|          | Марк Костер                | Независимый кандидат         | 1273    | 0,44  |
|          | Стивен Дьюк                | Независимый кандидат         | 1209    | 0,42  |
|          | Крис Эриксон               | Независимый кандидат         | 1105    | 0,39  |
|          | Вписанный кандидат         | Вписанный кандидат           | 612     | 0,21  |
| Всего    | Всего                      | Всего                        | 287 100 | 100   |